# Nokia 7 Plus
Nokia 7 Plus — смартфон с поддержкой Nokia, работающий под управлением операционной системы Android. Смартфон был представлен 25 февраля 2018 года вместе с четырьмя другими телефонами Nokia.

## Характеристики

### Программное обеспечение
Поскольку телефон Nokia 7 Plus является участником программы Android One, то использует «чистую» версию операционной системы Android. Первоначально он поставлялся с Android 8.0 Oreo. Однако вскоре было выпущено обновление ОС устройства до Android 8.1 Oreo.
8 мая 2018 года было объявлено, что Nokia 7 Plus будет одним из семи смартфонов, которые получат бета-версию Android P. 7 января 2020 года было объявлено, что Nokia 7 Plus получит Android 10.

## Оборудование
Телефон выполнен из алюминиевого блока серии 6000.
Как и в случае с другими телефонами Nokia среднего и верхнего ценового диапазона, Nokia 7 Plus оснащена оптикой задней камеры, лицензированной ZEISS.
NFC на задней панели телефона меньше и слабее, по сравнению с другими устройствами. Область NFC находится слева от корпуса камеры.

## Мнения
Мнения о Nokia 7 Plus были в значительной степени положительными. Критикам понравился его большой дисплей, время работы от батареи, и программное обеспечение Android One. Его дизайн и качество сборки также получили высокую оценку. Один рецензент назвал его самым перспективным смартфоном Nokia «за многие годы». Android Central похвалил камеру как «одну из лучших» в ценовой категории за 400 долларов и добавил, что 7 Plus — «один из лучших телефонов года».